# Dorylomorpha caudelli
Dorylomorpha caudelli är en tvåvingeart som först beskrevs av Malloch 1912.  Dorylomorpha caudelli ingår i släktet Dorylomorpha och familjen ögonflugor.
Artens utbredningsområde är Ontario. Inga underarter finns listade i Catalogue of Life.